# دونالد ماكبرايد
دونالد ماكبرايد (بالإنجليزية: Donald MacBride)‏ هو ممثل أمريكي، ولد في 23 يونيو 1889 ببروكلين في الولايات المتحدة، وتوفي في 21 يونيو 1957 بلوس أنجلوس في الولايات المتحدة.

## أعمال

### أفلام
- (1941) ها قد أتى السيد جوردان
- (1955) سنة الحكة السابعة

## وصلات خارجية
- دونالد ماكبرايد على موقع IMDb (الإنجليزية)
- دونالد ماكبرايد على موقع ألو سيني (الفرنسية)
- دونالد ماكبرايد على موقع أول موفي (الإنجليزية)
- دونالد ماكبرايد على موقع قاعدة بيانات برودواي على الإنترنت (الإنجليزية)
- دونالد ماكبرايد على موقع قاعدة بيانات الأفلام السويدية (السويدية)
- دونالد ماكبرايد على موقع إن إن دي بي (الإنجليزية)
- دونالد ماكبرايد على موقع قاعدة بيانات الفيلم (الإنجليزية)
- دونالد ماكبرايد على موقع كينوبويسك (الروسية)